# 독일령 사모아
독일령 사모아(독일어: Deutsch-Samoa)는 1900년부터 1920년까지 현재의 사모아 독립국에 존재했던 독일 제국의 보호령이다. 우폴루섬, 사바이섬, 아폴리마섬, 마노노섬에 걸쳐 있었다. 독일령 사모아를 제외한 독일 제국의 태평양 식민지들은 독일령 뉴기니라는 별개의 식민지로 관리되었다. 독일령 사모아는 1889년 12월 2일 워싱턴에서 맺어지고 1900년 2월 16일 삼국 협약으로 얻어진 독일의 보호령으로, 이는 독일이 마지막으로 획득한 태평양 식민지이다. 독일령 사모아는 독일의 유일한 태평양 식민지로, 그외의 아시아·태평양 지역의 식민지로는 독일령 자오저우 만과 독일령 뉴기니가 있었다. 제1차 세계 대전이 진행 중이던 1914년 8월 30일에는 뉴질랜드 군대가 독일령 사모아를 점령했다. 1920년 12월 17일을 기해 독일령 사모아는 뉴질랜드의 국제 연맹 위임통치령이 되었다.

## 독일의 태평양 지역 영향력 확대
1885년, 독일의 무역 회사인 J.C. 고데프로이 & 존은 발파라이소에 있는 고데프로이의 대리인인 아우구스트 운셸름과의 협상끝에 무역 사업을 태평양으로 확장했다. 그는 당시 네비게이터 제도로 알려진 사모아 제도로 항해했다. 이를 통하여 독일에 사모아 제도가 알려지고, 19세기 중후반에 사모아에서 독일의 영향력이 확대되면서 코코넛, 카카오, 파라고무나무 재배를 위해 플랜테이션 농업이 도입되었고, 특히 독일 기업들이 코프라와 코코아 콩 공정을 독점했던 우폴루섬에서의 독일의 영향력이 더욱 강하였다.
J.C. 고데프로이 & 손의 무역 사업은 중앙 태평양의 섬으로까지 확장되었다. 1865년 J.C. 고데프로이 & 존의 권리를 대리받아 활동하는 선장이 누쿨라엘라에 환초의 니우오쿠 섬 동쪽 작은 섬을 25년동안 임차받는 조약을 체결하였다. 그후 J.C. 고데프로이 & 존은 1879년 함부르크 남태평양 섬의 무역 및 농장 회사 (DHPG)에 의해 인수되었다. J.C. 고데프로이 & 손의 인수 합병 이후의 중앙 태평양의 무역 운영 경쟁은 1875년에 설립된 루게 & 헤델만 컴퍼니가 주도하게 된다.
독일 상인과 농장주, 영국 기업, 미국 기업의 이해 관계로 인해 긴장이 고조되면서 1차 사모아 내전이 일어났다. 전쟁은 대략 1886년에서 1894년 사이에 벌어졌으며, 주로 사모아인들 사이에서 벌어졌지만 독일군의 여러 차례 개입이 있었다. 이러한 독일의 개입은 미국과 영국의 1887년 아피아 항구에서의 대립을 이끌게 된다. 아피아 항구에서의 대립은 사모아 위기로 잇다르게 되고 이는 제2차 사모아 내전으로 이어지게 된다.
1899년 2차 사모아 내전 이후에 사모아 삼국 조약이 맺어졌고, 이 조약에 의해 사모아 제도 서경 171도 서쪽의 섬은 독일령으로, 서경 171도 동쪽은 미국령(현재 아메리칸사모아)으로, 영국은 태평양과 서아프리카의 다른 영토로 보상받았다.

## 경제적 발전
사모아의 식민 통치 기간 동안 농업 생산량을 증대시키고 공적 활동을 증가시켜 세금을 거두어 경제적인 발전을 이루어 내기 위하여 새로운 회사들이 설립되게 된다. J.C 고데프로이는 "전적으로, 독일령 사모아는 그전까지 누릴 수 없었던 경제적인 진보를 경험하였다."라고 말하였다.
J. C. 고데프로이는 사모아의 선도적인 무역 및 농장 회사로서 함부르크의 본사와 사모아 간의 통신을 자신이 가지고 있던 선단으로 유지했다. 또한, 플랜테이션 농업의 발전으로 중국인 노동자 (쿨리)의 이주가 확대되었고 DHPG에서는 멜라네시아인을 차출하여 왔었다. 1914년까지 2,000명 이상의 중국인들이 식민지에 이주하여 왔고, 그들은 농장에 효과적인 노동력을 제공했다.
사모아의 주요 플랜테이션 농장 기업:
- J. C. 고데프로이 & 존 (후에 DHPG에게 인수 합병 됨)
- 도이치 사모아 회사
- 사파타 사모아 회사
- 사모아 카우츠크 회사

## 점령
현지의 경찰력 이외에 독일 제국은 사모아에 어떤 주둔군도 배치하지 않았다. 독일은 소형 포함인 SMS 가이어와 비무장된 수송선인 플라넷만을 소위 "아우스트랄리아 기지"라고 불리는 독일령 태평양 식민지에 주둔시켰다. 그 중 가이어 포함의 선원들은은 사모아에 상륙한 적도 없었다.
제1차 세계대전이 일어나고 독일령 사모아는 영국의 명령으로 뉴질랜드 원정군에 의해 1914년 8월 29일 침략당했다. 독일 동아시아 비행대대의 막시밀리안 폰 스페 부제독은 독일령 사모아가 점령당하였다는 소식을 듣고 즉각 장갑순양함 SMS 샤른호르스트와 SMS 그나이제나우를 이끌고 1914년 9월 14일 아피아 앞바다에 도착했다. 제독은 약 1600명의 훈련을 충분히 받지 못한 뉴질랜드 지원군이 우폴루섬에 있다는 것을 알게 되었고, 식민지를 손쉽게 탈환 할 수 있었다. 그러나 제독은 상륙 작전이 연합군이 우세한 바다에서 일시적인 유리함을 차지할 뿐이라고 생각하여 순양함들을 타히티의 파페에테로 출발시켰다. 뉴질랜드는 1920년까지 독일령 사모아를 점령한 후 1962년 독립 때까지 C급 위임통치 형식으로 통치하였고 1946년 이후에는 유엔 신탁통치 영토로 통치했다.

## 독일령 사모아에 계획되었던 상징물
1914년, 독일령 사모아를 포함한 독일령 식민지의 군기와 국기의 초안이 만들어졌다. 그러나 초안이 채 완성되기도 전에 제1차 세계대전이 일어났고, 결국 그 상징물들은 사용되지 않았다. 전쟁에서 패배한 후 독일은 식민지를 모두 잃었고, 그리하여 군기와 국기는 불필요해졌다.

당시 계획되었던 독일령 사모아의 기
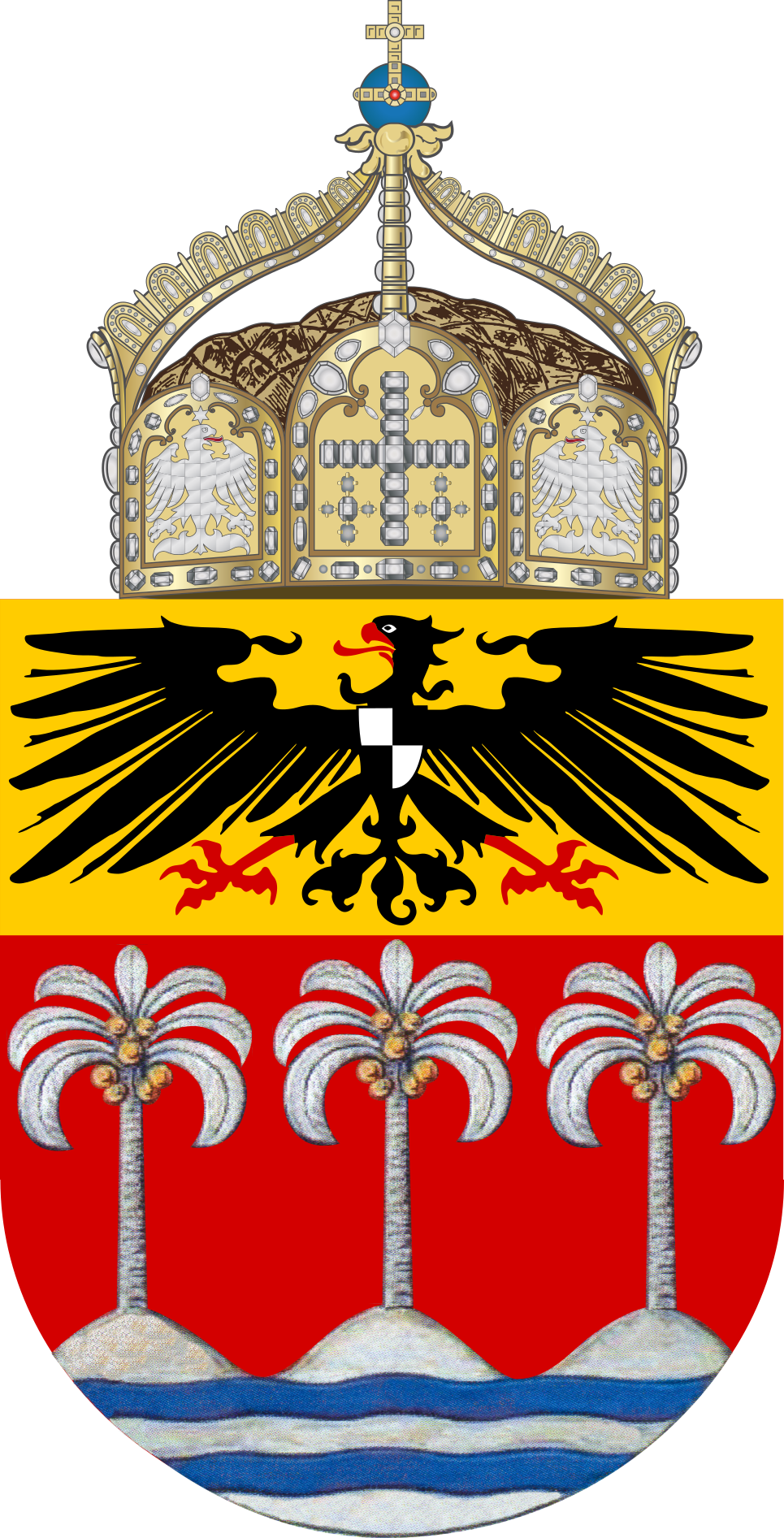
당시 계획되었던 독일령 사모아군의 문장

## 같이 보기
- 사모아의 역사
- 태평양의 역사
- 독일 제국